# Битка за Беда Фом
Битка за Беда Фом 6-7. фебруара 1941. била је део Операције Компас, прве британске офанзиве у Рату у пустињи (1940—1943) на Северноафричком фронту у Другом светском рату. Италијанска 10. армија, која се повлачила након неуспеле инвазије Египта и пораза у бици за Бардију, сустигнута је од британских оклопних и моторизованих јединица и после два дана борбе натерана на предају.

## Увод

### Италијанска инвазија Египта
Бенито Мусолини није планирао да нападне Египат, намеравајући да брани Либију ако дође до рата. Након пада Француске 1940. 5. армија могла је да пошаље појачања на исток и 7. августа Мусолини је наредио напад, како би освојио Египат и успоставио копнену везу са Италијанском Источном Африком. У августу је на граници завладало затишје, већина британских оклопних јединица повучена је са границе у Мерса Матрух, како би се сачувале за одбрану луке, и 7. Група за подршку преузела је њихово место, са задатком да постави извиђачке положаје од Солума до тврђаве Мадалена и успори италијанску офанзиву; Хусари су извиђали дубље у Либију. Либијским дивизијама недостајала су возила за операције ван пута са Групом Малети, која је имала један средњи, два мешовита и 4 лака тенковска батаљона, па су распоређене дуж приобалног друма. 9. септембра Група Малети зе изгубила на путу за Сиди Омар и Грацијани је отказао бочни напад и концентрисао 5 дивизија и Групу Малети на обалском друму; 4. дивизија Црних Кошуља и 64. дивизија Катанцаро остале су у резерви у Тобруку. 5. ваздухопловни ескадрон са око 300 употребљивих авиона, опремом за аеродроме и возилима стајао је у приправности да подржи наступање и заузима аеродроме.
Италијанска инвазија Египта (13-18. септембра) почела је као ограничена тактичка операција према Мерса Матруху, уместо стратегијских циљева зацртаних у Риму, због хроничне несташице транспортних возила, горива и радио-опреме, чак и са појачањима из 5. армије. Мусијад је подвргнут "спектакуларном" артиљеријском бомбардовању у зору и освојен. Солум и његов аеродром заузела је 1. либијска дивизија, и до вечери 2. либијска, 64. дивизија (Кирена) и Група Малети из Мусаида и 62. дивизија (Мармарика) из Сиди Омара пробиле су се кроз британске запречне одреде и концентрисале се на пролаз Халфаја. Британци су се повукли поред Бук Бука 14. септембра и наставили да ометају италијанско напредовање, повлачећи се до Алам Хамида сутрадан и Алам ел Даба 16. септембра. Италијански одред од 50 тенкова покушао је бочни удар, који је навео британску заштитницу да се повуче источно од Сиди Баранија, који је заузела 1. дивизија Црних Кошуља и Грацијани је зауставио даље напредовање. Британци су наставили извиђање и 7. оклопна дивизија спремала се да се одупре нападу на Мерса Матрух.
Упркос Мусолинијевом подстицању, Италијани су се укопали око Сиди Баранија и Софафија, око 80 mi (130 km) западно од британских положаја код Мерса Матруха. Британска запречавања на путу су поправљена, бунари су очишћени и почела је градња водовода од границе, како би се прикупиле залихе за наставак напредовања средином децембра. Египат је прекинуо дипломатске односе са Силама Осовине и италијански авиони бомбардовали су Каиро 19. октобра. Британске поморске и ваздухопловне операције за узнемиравање италијанске војске настављене су и нанета штета, по изјавама заробљеника, нарушила је морал. Патроле оклопних кола владале су ничијом земљом, али је губитак истурених узлетишта смањио ефикасност РАФ-а и Малта је остала ван домета.
Операција Компас, британски противнапад на италијанско напредовање на Матрух, планиран је ради уништења италијанских снага и већина Западно-пустињског Одреда привучена је до луке. Још једна чета оклопних кола прикључила се извиђачким операцијама далеко иза фронта. Западно-пустињски одред ојачан је једним новим тенковским пуком са тенковима Матилда II, и након месец дана Британци су почели да припремају напад на централну групу италијанских логора и Софафи у трајању од 4-5 дана, уместо да чекају Италијане.

### Операција Компас
У децембру 1940, италијанска 10. армија у Египту је ојачана 1. и 2. либијском дивизијом и 4. дивизијом Црних Кошуља, у утврђеним логорима од Сиди Баранија до тумара и Мактиле. Група Малети била је у Нибеиви, 63. дивизија (Кирена) код Рабије и Софафија, 62. (Мармарика) на гребену од Софафија до пролаза Халфаја, и 64. (Катанцаро) била је источно од Бук Бука, иза простора Нибеива-Рабија, подржана од око 500 авиона 5. ескадрона (генерал Филип Поро). РАФ је напао аеродроме 7. децембра и уништио 39 авиона на земљи. Британски препад, Операција Компас (Битка код Мармарике/Битка за логоре), почела је када је Одред Шелби напредовао из Матруха да изолује Мактилу рано 9. децембра. 4. Индијска дивизија и 7. Краљевски тенковски пук напали су Нибеиву у зору и прегазили логор, а затим кренули на Западни Тумар, који је пао после подне. Противнапад из Источног Тумара је одбијен и тај логор је освојен сутрадан.

### Битка код Сиди Баранија
Напредовање 7. оклопне дивизије на запад спречило је појачање Сиди Баранија и 10. децембра, Британци су пресекли обалски друм и 7. оклопна дивизија почистила је околину Бак Бака, привевши мноштво заробљеника. 11. децембра Италијани су били потучени код Сиди Баранија; Рабија и Софафи су напуштени и 7. оклопна дивизија продужила је дуж обале и гребена. Увече 14. децембра, 11. хусарски пук пресекао је друм (ита. Via Balbia) између Тобрука и Бардије, освојио Сиди Омар 16. децембра и присилио Италијане да се повуку из Солума и тврђаве Капуцо у Бардију, остављајући посаде у оази Сива и Јагбубу на југу. Од 9-11. децембра Британци су заробили 38.300 људи, 237 топова, 73 тенка и око 1.000 возила, изгубивши 624 војника.

### Битка код Бардије
Бардија је опседана између 14. децембра и 5. јануара 1941; Британци су изгубили 456 аустралијских пешадинаца и 17 од 23 тенка, у замену за 40.000 погинулих и заробљених Италијана, више од 400 топова, 130 тенкова и више стотина камиона.
У зору 21. јануара, аустралијска пешадија је провалила у Тобрук и отворила пут за 18 британских тенкова. Аустралијанци су наставили напад и до ноћи заузели половину одбрамбених положаја у Тобруку. Аустралијанци су заробили 25.000 људи, 208 топова и 87 тенкова, изгубивши 355 Аустралијанаца и 45 Британаца. 7. оклопна дивизија напредовала је 100 mi (160 km) до Дерне и Мехилија, где се налазила италијанска Специјална Оклопна Бригада (генерал Валентино Бабини) са око 300 тенкова. Специјална оклопна бригада је успела да се извуче и од 26-28. јануара британски тенкови заглибили су због јаке кише; Дерна је напуштена сутрадан. 7. оклопна дивизија упутила је Одред Комбе, летећи одред у Беда Фом, пресекавши повлачење 10. армији.

## Битка

### Италијанско повлачење
Крајем јануара 1941, Британци су сазнали да Италијани напуштају Киренајку дуж друма Via Balbia од Бенгазија. 7. оклопна дивизија (генерал Мајкл О'Мур Креах) упућена је да пресретне остатке 10. армије крећући се кроз пустињу, јужно од Џебел Акдара преко Мсуса и Антелата, док је 6. аустралијска дивизија гонила Италијане дуж обалског друма северно од Џебел Акдара. Земљиште је било непроходно за британске тенкове и одред генерала Комбеа, брза колона оклопних кола на точковима, упућен је напред преко подножја брда.

### Комбеов одред
Комбеов одред (потпуковник Џон Комбе) састојао се од три ескадрона оклопних кола, једне моторизоване пешадијске бригаде и две батерије пољских (6 од 25 фунти) и противтенковских топова (9 од 37 mm), укупно око 2.000 људи.

### 5. фебруар
Око поднева 5. фебруара, Комбеов одред стигао је на Via Balbia јужно од Бенгазија и поставио препреке на друму код Сиди Салеха, око 32 km северно од Аџедабије и 48 km југозападно од Антелата. Претходница 10. армије стигла је 30 минута касније и затекла препречен друм, са постављеним топовима и оклопним колима на крилима. Италијанска колона била је дуга неколико километара, а претходница није имала ни тенкова, ни топова, који су били у заштитници на северу; неколико стотина Италијана је заробљено. Комбеов одред је радиом обавестио 4. оклопну бригаду (са 3. и 7. хусарима и 2. КТП), која је стигла италијанску колону у вечерњим сатима и напала је готово без отпора, пошто су већина Италијана били цивили или позадинске службе. Заробљено је преко 800 људи. Када је пао мрак, британски тенкови су се повукли ради снабдевања горивом, док се Комбеов одред укопавао и постављао минска поља.
На северу, Аустралијанци су заузели Барку гонећи Италијане и наставили према Бенгазију. 7. оклопна бригада (са 1. КТП) напала је италијанску тврђаву Скелеидима, која је штитила северни крај италијанске колоне, и италијански генерал Телера послао је у помоћ 30 тенкова, док је остатак (Група Бабини) кренуо на југ, да се пробије кроз блокаду код Беда Фома.

### 6. фебруар
У зору 6. фебруара, Аустралијанци су наставили нападе на Бенгази, док се италијанска посада повукла из тврђаве Скелеидима, како би послала своје тенкове на Беда Фом. Ниједна страна није имала ваздушну подршку, због удаљености најближих аеродрома.  2. краљевски тенковски пук (2. КТП) држао је брежуљак западно од Беда Фома, који је доминирао путем на обе стране. 2. КТП са 29 крстарећих и 7 лаких тенкова имао је да заустави колоне 10. армије на друму нападима са истока, а 7. хусари са једним крстарећим и 29 лаких тенкова послати су да нађу северни крај колоне и нападну га са обе стране друма, док су 3. хусари (7 крсташа и 6 лаких тенкова) имали да нападну конвој 4 mi (6,4 km) северно од Беда Фома.
у 8:30 2. КТП на брежуљку дочекао је напад Групе Бабини: ескадрон А (са тенковима А13), у заседи иза гребена, брзо је уништио 15 тенкова М 13/40. Сви преостали тенкови Групе Бабини кренули су у напад, када је стигао ескадрон Ц (са споријим тенковима А9 и А10).
Британски тенкови имали су радио, што им је омогућило координисане нападе. Око 10:30 са севера појавиле су се нове италијанске колоне праћене тенковима М 13/40, али су за њима дојурили 7. хусари, а Комбеов одред је артиљеријом подржавао британске тенкове.  До поднева, 40 италијанских средњих тенкова било је уништено, око 50 је остављено, а 2. КТП спао је на 13 крсташа, од којих је 3 уништила италијанска артиљерија. Италијанска заштитница стигла је поподне и концентрација тенкова и артиљерије омогућила је Италијанима да заузму брежуљак и отворе пут на југ, иако су остаци 2. КТП и даље нападали колону. 1. КТП стигао је у сумрак, али 30 италијанских тенкова и део возила пробио се на југ, док се 2. КТП повукао ради снабдевања. 4. оклопна бригада (са 15 крсташа и 55 лаких тенкова) и 1. КТП (готово нетакнут) заноћили су поред Комбеовог одреда.

### 7. фебруар
Италијани су имали још само 30 тенкова, и покушали су да се пробију кроз Комбеов одред у зору, пре доласка британских појачања: тенкови М 13/40 су прегазили британску пешадију и уништили већину топова, али су уништени до последњег, док је италијанска пешадија задржана у месту.
Са доласком 4. оклопне бригаде и Аустралијанаца дуж пута из Бенгазија (који се предао 6. фебруара увече), 10. армија се предала, укључујући генерале Телеру (који је пронађен смртно рањен у једном од М 13/40) и Бергонцолија и цео штаб 10. армије. 

## Предаја
| Место             | Заробљеници | Тенкови | Топови |
| ----------------- | ----------- | ------- | ------ |
| Сиди Барани       | 38,289      | 73      | 297    |
| Сиди Омар         | 900         | 0       | 8      |
| Бардија           | 42,000      | 130     | 275    |
| Тобрук            | 25,000      | 87      | 208    |
| Мехили            | 100         | 13      | 0      |
| Дерна Бенгази     | 2,000       | 10      | 24     |
| Бенгази Агедабија | 25,000      | 107     | 93     |
| Укупно            | 133,298     | 420     | 845    |

У области Бенгази-Аџедабија Британци су заробили 25.000 људи, 107 тенкова и 93 топа, од укупно 133.298 заробљеника (22 генерала), 420 тенкова и 845 топова у читавој Операцији Компас.
У читавој операцији Компас британске снаге имале су 500 мртвих, 1.373 рањена и 55 несталих. 

## Последице
Дана 9. фебруара, Черчил је наредио прекид наступања и слање трупа у Грчку, како би учествовале у грчко-италијанском рату; сматрало се да одмах предстоји Операција Марита, немачки напад кроз Македонију. Британци ионако нису могли да наставе даље од Ел Агајле, због кварова на возилима, исцрпљености и превелике удаљености од база у Египту. Неколико хиљада људи из 10. армије избегло је пропаст у Киренаики, али је 5. армија у Триполитанији имала 4 дивизије. Утврђења Сирта, Тмед Хасан и Буерат ојачане су из Италије, што је подигло снагу 5. и 10. армије на око 150.000 људи. Немачка појачања послата су у Либију да формирају запречни одред (нем. Sperrverband) по Хитлеровој Директиви 22 (11. јануара 1941), прве јединице Афричког корпуса (нем. Afrika Korps) (генерал Ервин Ромел).